# 看護婦激しい誘惑
『看護婦激しい誘惑』（かんごふはげしいゆうわく）は1981年（昭和56年）8月に公開された日本映画。製作は大蔵映画。

## スタッフ・キャスト

### スタッフ
- 監督 - 小川欽也（小川和久名義）

### キャスト
- 三条まゆみ
- 香川留美
- 武藤樹一郎